# Kandor (fictief land)

De vlag van Kandor

Kandor is een fictief land uit de boekencyclus Het Rad des Tijds van de schrijver Robert Jordan.
Kandor is een land dat in het noorden van De Oude Wereld ligt. Het land wordt begrensd door De Verwording in het noorden, Arafel in het oosten en Saldea in het westen. Ten zuiden liggen de zwarte heuvels, die volgens sommigen tot Andor behoren. De hoofdstad van Kandor is Chasin en het land wordt geregeerd door de koningin Ethenielle Cosaru Noramaga.
Kandor behoort tot de zogenaamde Grenslanden; Zij dienen ervoor te zorgen dat de Oude Wereld gevrijwaard blijft van invallen van de schepsels van de Duistere. De krijgskunde is daarmee even hoog ontwikkeld als die van de andere grenslanden, maar de Kandori staan ook bekend in hun vaardigheid om klokken en tapijten te vervaardigen en te verhandelen. De mannen van Kandor zijn te herkennen aan hun gevorkte baarden, oorringen en de zilveren kettingen.
Aiel-woestijn · Altara · Amadicia · Andor · Arad Doman · Arafel · Cairhien · Eilanden van het Zeevolk · Falme · Geldan · Illian · Kandor · Land van de Waanzinnigen · Malkier · Mayene · Morland · Saldea · Seanchan · Shara · Shienar · Tarabon · Tar Valon · Tyr · de Verwording